# Juan Quero
Juan Quero Barraso (Vallecas, Madrid, España. 17 de octubre de 1984), conocido como Quero, es un exfutbolista español. 

## Trayectoria
Quero se formó en las categorías inferiores del Real Madrid, e inició su carrera como profesional en el AV Santa Ana, de Tercera División.
El verano de 2005-06 fichó por otro club madrileño, la AD Alcorcón, en este caso de Segunda B. Un año después, en julio de 2006, subió un nuevo peldaño al firmar por el Polideportivo Ejido de Segunda División A. Sin embargo, pocos meses después, la Real Federación Española de Fútbol invalidó su fichaje por el club ejidense, a raíz de una denuncia interpuesta por la AD Alcorcón. De este modo, Quero regresó al conjunto madrileño sin llegar a debutar oficialmente con la camiseta del Poli Ejido.
La temporada 2007-08 llegó nuevamente la oportunidad de jugar en Segunda, al fichar por el CD Numancia. Ese año logró el ascenso a Primera tras proclamarse el cuadro soriano campeón de la división de plata.
El 14 de septiembre de 2008 tuvo la oportunidad de debutar en Primera División, en el encuentro disputado por el Numancia en el Estadio Santiago Bernabéu, ante el Real Madrid.
El 30 de noviembre de 2010 deja el Elche CF para jugar cedido lo que resta de temporada en la UD Las Palmas.
El 31 de agosto de 2012, rescinde contrato con el Rayo Vallecano. 
En enero de 2013, el jugador quien formaba parte de la nueva edición de las Sesiones AFE, firma contrato con el Dubái Club, noveno clasificado del campeonato de los Emiratos Árabes Unidos, según confirmó el Sindicato.
Enero de 2014, Firma contrato con el club Oriente Petrolero de la Primera División de Bolivia, que jugó la copa Libertadores de América 2014.
Participó en el primer split de la Kings League de Gerard Piqué en el Jijantes FC. No renovó contrato para el segundo split.

## Clubes
| Club                             | País      | Año       |
| -------------------------------- | --------- | --------- |
| AV Santa Ana                     | España    | 2004-2005 |
| AD Alcorcón                      | España    | 2005-2006 |
| Polideportivo Ejido              | España    | 2006      |
| AD Alcorcón                      | España    | 2006-2007 |
| CD Numancia                      | España    | 2007-2009 |
| Rayo Vallecano                   | España    | 2009-2010 |
| Elche Club de Fútbol             | España    | 2010      |
| UD Las Palmas                    | España    | 2010-2011 |
| Córdoba CF                       | España    | 2011-2012 |
| Rayo Vallecano                   | España    | 2012      |
| Dubái Club                       | Dubái     | 2013      |
| Chonburi FC                      | Tailandia | 2013      |
| Club Deportivo Oriente Petrolero | Bolivia   | 2014      |
| Ratchaburi FC                    | Tailandia | 2014      |
| Hércules C. F.                   | España    | 2015      |
| Birkirkara FC                    | Malta     | 2015-2016 |
| DSK Shivajians FC                | India     | 2016-2017 |
| CF Fuenlabrada                   | España    | 2017-2019 |
| Minerva Punjab FC                | India     | 2019      |
| Alcobendas Sport                 | España    | 2020      |
| Real Aranjuez CF                 | España    | 2020-2022 |

## Palmarés

### Campeonatos nacionales
| Título           | Club                    | País   | Año  |
| ---------------- | ----------------------- | ------ | ---- |
| Segunda División | Club Deportivo Numancia | España | 2008 |